# Helmut G. Pratzel
Helmut Georg Pratzel (* 27. Januar 1935 in Berlin; † 15. Juli 2023 in Törpin) war ein deutscher Chemiker und Balneologe. Er lebte zuletzt in Sarow-Törpin.

## Werdegang
Helmut Pratzel studierte von 1954 bis 1960 Chemie an der Ernst-Moritz-Arndt-Universität Greifswald (Dipl.-Chemiker), verließ die DDR 1961 und promovierte 1969 als Biochemiker an der TU München zum Dr. rer. nat., habilitierte sich 1985 an der Ludwig-Maximilians-Universität München (LMU) zum Dr. med. habil. und erhielt 1991 eine Professur für das Fach Physikalische Medizin, Balneologie und Klimatologie. Pratzel arbeitete ab 1961 als Wissenschaftlicher Assistent am Institut für Medizinische Balneologie und Klimatologie der LMU und ging 2000 als Akademischer Direktor in den Ruhestand. Im Ruhestand zog er zurück nach Törpin und renovierte die Alte Schule und einen Gasthof für seinen Alterswohnsitz.
Pratzel lehrte als Dozent die Fächer Organische Chemie, Klinische Chemie, Radiochemie an der staatlichen Schule für Radiologie der LMU (1974–1995). Er war Kommissions-Mitglied der Arzneimittel-Kommission B8 des Bundesgesundheitsamtes für das Fach Pharmakologie (1984–1993).
Als Kongresspräsident leitete Pratzel den 32nd World Congress of the International Society of Medical Hydrology and Climatology (ISMH), 1994 in Bad Wörishofen und Bad Nenndorf, das 1. Internationale Symposium „Schwefel in der Medizin“ in Bad Nenndorf 1990, das 1. Internationale Symposium „Radon in der Kurortmedizin“ in Lacco Ameno, Ischia 1994, das 2. Internationale Symposium „Schwefel in der Kurortmedizin“ in Bad Nenndorf 1994 und war Ehrenpräsident des 33rd World Congress of the ISMH in Karlovy Vary, Tschechien 1998, des ISMH-Congress Edipsos/Greece 2000 und des 34th World Congress of the ISMH in Budapest 2002.
Pratzel leitete folgende Großprojekte: BMU-Projekt „Bestimmung der Strahlenbelastung des Menschen nach Hautkontakt mit Radionukliden“ (1986–1991), EU-Projekt „Management and Economics Training for Personnel of Russian Sanatoria“ (1998), BMBF-Projekt „Törpiner Senior Technik-Botschafter“ (2013–2014).

## Ehrungen
Für seine wissenschaftlichen Arbeiten erhielt er die Goldene Kneipp-Medaille (1976), den Golden Prix du Thermalism (1993), das Bundesverdienstkreuz am Bande (2003) und das Bundesverdienstkreuz 1. Klasse (2020).
Er war Präsident der International Society of Medical Hydrology and Climatology (I.S.M.H.) (1991–2003), Gründer und Vorsitzender der Deutschen Sektion der International Society of Medical Hydrology and Climatology e. V. (1992–1998), sowie Gründer und Vorsitzender folgender Vereine: Törpiner Forum e. V. (ab 2003), Seniorenbeirat Demminer Land e. V. (ab 2012), Förderverein des studentischen Segelns zu Greifswald e. V. (ab 2005), Kreisseniorenbeirat Mecklenburgische Seenplatte (ab 2012). Außerdem war er Ehrenmitglied bei:
- Sociedad Espanola de Hirologia Medica
- Societas Medicinae Balneologicae Polona
- Kreisseniorenbeirat Mecklenburgische Seenplatte

## Helmut Georg Pratzel als Autor
Er verfasste zehn Bücher:
- Iontophorese. Springer-Verlag, 1987, ISBN 3-540-18501-1.
- Schwefel in der Medizin. Demeter-Verlag, 1991
- Handbuch der Medizinischen Bäder. Haug-Verlag, 1992, ISBN 3-7760-1228-5.
- Health Resort Medicine. I.S.M.H. Verlag, 1995, ISBN 3-9804437-0-1.
- Sulphur in Health Resort Medicine. I.S.M.H. Verlag, 1995, ISBN 3-9804437-1-X.
- Medizinische Bäder. I.S.M.H. Verlag 1996
- Radon in der Kurortmedizin. I.S.M.H. Verlag, 1998, ISBN 3-9804437-2-8.
- Sanatorien – Qualität und Ökonomie. 1998, ISBN 3-9804437-4-4. (russisch)
- Die Haut – Das Stratum Corneum der Haut, Perkutane Resorption, Personendekontamination im Strahlenschutz. BoD, 2022, ISBN 978-3-7562-2089-2.
- Mein erfolgreiches und glückliches Leben. BoD, 2022, ISBN 978-0-226-77731-3.

## Schriften
- mit M. Bühring und A. Ewers: Schwefel in der Medizin. 1991, ISBN 3-9804437-3-6.
- mit W. Schnizer: Handbuch der Medizinischen Bäder. 1992, ISBN 3-9804437-7-9.
- mit T. Bender: Health Resort Medicine in 2nd Millennium. 2004, ISBN 3-934043-05-4.
- mit M. Rimpler und U. Kimmel: Medizinische Bäder. 1996, ISBN 3-9804437-3-6.
- mit P. Deetjen: Radon in der Kurortmedizin. 1998, ISBN 3-9804437-2-8.
- Physiologische Grundlagen der Hydrotherapie und Bäderheilkunde. In: W. Brüggemann (Hrsg.): Kneipp-Therapie. Springer Verlag, Berlin/Heidelberg 1986.
- mit E. Lengfelder, D. Forst, H. Feist Strahlenwirkung – Strahlenrisiko. 1988, ISBN 3-88034-414-0.
- Principi Fisici e Fisiologici dell'elettroterapia. In: H. Drexel, R. Becker-Casademont, N. Seichert (Hrsg.): Elettro-Fototerapie. Editore Marrapese, Roma 1989.
- Zum Problem der chemischen Grenzwerte in der Balneologie. In: K. L. Schmidt (Hrsg.): Kompendium der Balneologie und Kurortmedizin. 1989, ISBN 3-7985-0794-5.
- Chemische Wirkungen von Sole und Meerwasser beim Baden. In: S. Chlebarov (Hrsg.): Thalassotherapie. 1993, ISBN 3-9802255-1-8.
- mit N. Seichert und D. Rusch: Physikalische und physiologische Prinzipien der Elektrotherapie. In: H. Drexel, R. Becker-Casademont, N. Seichert (Hrsg.): Elektro- und Lichttherapie. 1993, ISBN 3-7773-1089-1.
- Phototherapie. In: K. L. Schmidt, H. Drexel, K. A. Jochheim (Hrsg.): Lehrbuch der Physikalischen Medizin und Rehabilitation. 1994, ISBN 3-437-00797-1.
- Schwefelbäder und Solebäder. In: M. Bühring, F. H. Kemper (Hrsg.): Naturheilverfahren. Springer-Verlag, 1992.
- mit E. Senn und I. Magyarosy: Physikalische Medizin, Balneologie, Klimatologie. 1995, ISBN 3-9804437-4-4.
- Application of Pressure Algometry in Balneology for Evaluation of Physical Therapeutic Modalities and Drug Effects. In: A. A. Fischer (Hrsg.): Muscle Pain Syndromes and Fibromyalgia. 1998, ISBN 0-7890-0510-7.
- mit B. Legler, S. Heisig und G. Klein: Schmerzstillender Langzeiteffekt durch Radonbäder. In: P. Deetjen, A. Falkenbach (Hrsg.): Radon und Gesundheit. 1999, ISBN 3-631-35532-7.

## Einzelbelege
1. ↑  Traueranzeigen von Helmut Georg Pratzel. In: Trauer Nordkurier. 19. Juli 2023, abgerufen am 24. Juli 2023.
2. ↑  Ralph Sommer ddp: Professor bringt Schwung ins Dorf | svz.de. Abgerufen am 13. Juni 2021.

| Personendaten    | Personendaten                              |
| ---------------- | ------------------------------------------ |
| NAME             | Pratzel, Helmut G.                         |
| ALTERNATIVNAMEN  | Pratzel, Helmut Georg (vollständiger Name) |
| KURZBESCHREIBUNG | deutscher Chemiker und Balneologe          |
| GEBURTSDATUM     | 27. Januar 1935                            |
| GEBURTSORT       | Berlin                                     |
| STERBEDATUM      | 15. Juli 2023                              |
| STERBEORT        | Törpin                                     |